# Кескитало, Петри
Петри Юхани Кескитало (фин. Petri Juhani Keskitalo; род. 10 марта 1967, Раахе, Оулу) — финский легкоатлет, специалист по многоборьям. Выступал за сборную Финляндии по лёгкой атлетике во второй половине 1980-х — первой половине 1990-х годов, чемпион мира среди юниоров, бронзовый призёр Кубка Европы в командном зачёте, победитель и призёр первенств национального значения, рекордсмен страны, участник двух летних Олимпийских игр.

## Биография
Петри Кескитало родился 10 марта 1967 года в городе Раахе провинции Северная Остроботния.
Занимался лёгкой атлетикой в Оулу, проходил подготовку в местном клубе Oulun Pyrintö.
Первого серьёзного успеха на международном уровне добился в сезоне 1986 года на впервые проводившемся юниорском мировом первенстве в Афинах — превзошёл здесь всех соперников в десятиборье и завоевал золотую медаль. Попав в основной состав финской национальной сборной, позже выступил на взрослом чемпионате Европы в Штутгарте, где занял итоговое 16-е место.
В 1987 году в первый и единственный раз в карьере одержал победу на чемпионате Финляндии в десятиборье, стартовал на чемпионате мира в Риме, но без результата досрочно завершил выступление.
Благодаря череде удачных выступлений удостоился права защищать честь страны на летних Олимпийских играх 1988 года в Сеуле — набрал в сумме всех дисциплин десятиборья 8143 очка и расположился в итоговом протоколе соревнований на 11-й строке.
В 1990 году стал четвёртым на крупном международном турнире Hypo-Meeting в Австрии, отметился выступлением на чемпионате Европы в Сплите.
В 1991 году с личным рекордом в 8318 очков (на то время — национальный рекорд Финляндии) финишировал пятым на чемпионате мира в Токио.
Находясь в числе лидеров национальной сборной Финляндии, благополучно прошёл отбор на Олимпийские игры 1992 года в Барселоне, однако на сей раз провалил все попытки в прыжках в высоту и решил досрочно сняться с соревнований.
После барселонской Олимпиады Кескитало остался в составе финской национальной сборной на ещё один олимпийский цикл и продолжил принимать участие в крупнейших международных стартах. Так, в 1993 году он занял 11-е место на Hypo-Meeting и на чемпионате мира в Штутгарте. На домашнем Кубке Европы по легкоатлетическим многоборьям в Оулу стал четвёртым в личном зачёте и помог своим соотечественникам выиграть бронзовые медали мужского командного зачёта.
В 1995 году на соревнованиях в Куопио установил ныне действующий национальный рекорд Финляндии в семиборье — 6026 очков. Стартовал в семиборье на чемпионате мира в помещении в Барселоне, занял 11-е место на Hypo-Meeting.